# Fußball-Bundesliga 2024/25 (Frauen)
Die Saison 2024/25 war die 35. Spielzeit der Bundesliga, offiziell Google Pixel Frauen-Bundesliga, im Frauenfußball.
Die Saison wurde am 30. August 2024 eröffnet und ist nach dem 12. Spieltag am 16. Dezember 2024 in die Winterpause gegangen. Mit dem 13. Spieltag ist die Saison am 31. Januar 2025 weitergeführt worden; die Austragung des 22. und letzten Spieltags erfolgte am 11. Mai 2025.
Der deutsche Meister und die zweitplatzierte Mannschaft qualifizieren sich für die Champions League, die Mannschaft auf dem dritten Platz nimmt an der Qualifikation für die Champions League teil. Die letztplatzierte Mannschaft muss in die 2. Bundesliga absteigen. Aufgrund der Vergrößerung der Bundesliga zur Saison 2025/26 auf 14 Mannschaften wird es nur einen Absteiger geben.
Deutscher Meister wurde zum siebten Mal der FC Bayern München, der den Titel verteidigte. Die Plätze zwei und drei sicherten sich – wie in der Vorsaison – der VfL Wolfsburg und Eintracht Frankfurt. Der 1. FFC Turbine Potsdam ist wieder in die 2. Bundesliga abgestiegen.
Nach der Hinserie führte Eintracht Frankfurt die Tabelle punktgleich vor den Titelverteidigerinnen und Bayer Leverkusen an. Der VfL Wolfsburg hatte einen Zähler weniger.

## Teilnehmer
Für die Fußball-Bundesliga 2024/25 qualifizierten sich folgende Mannschaften:
- Die zehn bestplatzierten Mannschaften der Bundesliga 2023/24
  -  FC Bayern München
  -  VfL Wolfsburg
  -  Eintracht Frankfurt
  -  TSG 1899 Hoffenheim
  -  SGS Essen
  -  Bayer 04 Leverkusen
  -  Werder Bremen
  -  RB Leipzig
  -  SC Freiburg
  -  1. FC Köln
- Die zwei bestplatzierten aufstiegsberechtigten Mannschaften der 2. Frauen-Bundesliga 2023/24
  -  1. FFC Turbine Potsdam
  -  FC Carl Zeiss Jena

### Kader
→ Hauptartikel: Kader der Fußball-Bundesliga 2024/25 (Frauen)

### Spielstätten
| Verein                 | Stadion                               | Kapazität |
| ---------------------- | ------------------------------------- | --------- |
| Eintracht Frankfurt    | Deutsche Bank Park (ein Mal)          | 58.000    |
| 1. FC Köln             | Rheinenergiestadion (ein Mal)         | 50.000    |
| Werder Bremen          | Weserstadion (ein Mal)                | 42.100    |
| VfL Wolfsburg          | Volkswagen Arena (zwei Mal)           | 28.917    |
| SC Freiburg            | Dreisamstadion                        | 24.000    |
| SGS Essen              | Stadion an der Hafenstraße            | 20.352    |
| FC Carl Zeiss Jena     | ad hoc Arena im Ernst-Abbe-Sportfeld  | 15.100    |
| 1. FFC Turbine Potsdam | Karl-Liebknecht-Stadion               | 10.787    |
| TSG 1899 Hoffenheim    | Dietmar-Hopp-Stadion                  | 06.350    |
| Eintracht Frankfurt    | Stadion am Brentanobad                | 05.650    |
| Werder Bremen          | Weserstadion Platz 11                 | 05.500    |
| 1. FC Köln             | Franz-Kremer-Stadion                  | 05.457    |
| VfL Wolfsburg          | AOK Stadion                           | 05.200    |
| Bayer 04 Leverkusen    | Ulrich-Haberland-Stadion              | 03.200    |
| FC Bayern München      | FC Bayern Campus                      | 02.500    |
| RB Leipzig             | Trainingszentrum am Cottaweg, Platz 1 | 02.015    |

## Tabelle
| Pl.               | Verein                     | Sp. | S  | U | N  | Tore    | Diff. | Punkte | Anm. |
| ----------------- | -------------------------- | --- | -- | - | -- | ------- | ----- | ------ | ---- |
| 1.                | FC Bayern München (M)      | 22  | 19 | 2 | 1  | 056:130 | +43   | 59     | WCL  |
| 2.                | VfL Wolfsburg (P)          | 22  | 16 | 3 | 3  | 057:180 | +39   | 51     | WCL  |
| 3.                | Eintracht Frankfurt        | 22  | 16 | 2 | 4  | 068:220 | +46   | 50     | WCL3 |
| 4.                | Bayer 04 Leverkusen        | 22  | 13 | 4 | 5  | 038:210 | +17   | 43     |      |
| 5.                | SC Freiburg                | 22  | 11 | 5 | 6  | 034:310 | +3    | 38     |      |
| 6.                | TSG 1899 Hoffenheim        | 22  | 12 | 0 | 10 | 049:300 | +19   | 36     |      |
| 7.                | Werder Bremen              | 22  | 9  | 2 | 11 | 028:390 | −11   | 29     |      |
| 8.                | RB Leipzig                 | 22  | 8  | 3 | 11 | 030:400 | −10   | 27     |      |
| 9.                | SGS Essen                  | 22  | 5  | 5 | 12 | 021:300 | −9    | 20     |      |
| 10.               | 1. FC Köln                 | 22  | 3  | 5 | 14 | 018:510 | −33   | 14     |      |
| 11.               | FC Carl Zeiss Jena (N)     | 22  | 2  | 4 | 16 | 007:430 | −36   | 10     |      |
| 12.               | 1. FFC Turbine Potsdam (N) | 22  | 0  | 1 | 21 | 005:730 | −68   | 01     | ▼    |
| Stand: Saisonende |                            |     |    |   |    |         |       |        |      |

| Zum Saisonende 2024/25: |                                                                                      |
| WCL                     | Teilnahme an der Ligaphase der UEFA Women’s Champions League 2025/26                 |
| WCL3                    | Teilnahme an der 3. Qualifikationsrunde zur UEFA Women’s Champions League 2025/26    |
| ▼                       | Abstieg in die 2. Frauen-Bundesliga 2025/26                                          |
|                         |                                                                                      |
| Zum Saisonende 2023/24: |                                                                                      |
| (M)                     | Deutscher Meister 2023/24: FC Bayern München                                         |
| (P)                     | DFB-Pokal-Sieger 2023/24: VfL Wolfsburg                                              |
| (N)                     | Aufsteiger aus der 2. Bundesliga 2023/24: 1. FFC Turbine Potsdam, FC Carl Zeiss Jena |

## Kreuztabelle
Die Kreuztabelle stellt die Ergebnisse aller Spiele dieser Saison dar. Die Heimmannschaft ist in der linken Spalte aufgelistet und die Gastmannschaft in der obersten Reihe.
| Saison 2024/25         | FC Bayern München (Frauenfußball) | VfL Wolfsburg | Vereinswappen von Eintracht Frankfurt | SGS Essen | TSG 1899 Hoffenheim | Bayer 04 Leverkusen | Werder Bremen | RB Leipzig | SC Freiburg | 1. FC Köln | 1. FFC Turbine Potsdam | FC Carl Zeiss Jena |
| ---------------------- | --------------------------------- | ------------- | ------------------------------------- | --------- | ------------------- | ------------------- | ------------- | ---------- | ----------- | ---------- | ---------------------- | ------------------ |
| FC Bayern München      |                                   | 3:1           | 1:1                                   | 3:0       | 5:1                 | 2:0                 | 1:0           | 6:2        | 3:1         | 1:0        | 2:0                    | 5:0                |
| VfL Wolfsburg          | 2:0                               |               | 6:1                                   | 5:1       | 2:1                 | 3:1                 | 3:3           | 5:0        | 3:0         | 5:1        | 3:1                    | 3:0                |
| Eintracht Frankfurt    | 0:3                               | 3:0           |                                       | 2:1       | 3:1                 | 3:2                 | 0:1           | 3:0        | 6:0         | 8:0        | 9:0                    | 2:0                |
| SGS Essen              | 0:2                               | 0:2           | 1:3                                   |           | 1:2                 | 0:2                 | 0:1           | 0:0        | 0:0         | 0:0        | 2:1                    | 4:1                |
| TSG 1899 Hoffenheim    | 1:3                               | 0:3           | 0:1                                   | 1:0       |                     | 1:0                 | 1:0           | 5:2        | 2:3         | 5:1        | 6:0                    | 4:0                |
| Bayer 04 Leverkusen    | 2:3                               | 1:0           | 2:2                                   | 1:1       | 2:1                 |                     | 6:0           | 1:0        | 2:0         | 1:1        | 3:0                    | 1:0                |
| Werder Bremen          | 0:4                               | 1:3           | 1:4                                   | 1:0       | 1:0                 | 1:1                 |               | 1:4        | 0:3         | 1:2        | 2:0                    | 3:0                |
| RB Leipzig             | 0:1                               | 0:2           | 0:2                                   | 0:3       | 3:1                 | 0:1                 | 2:0           |            | 1:1         | 2:1        | 4:1                    | 2:0                |
| SC Freiburg            | 2:2                               | 1:1           | 3:2                                   | 1:0       | 0:3                 | 1:2                 | 3:2           | 4:1        |             | 2:0        | 3:0                    | 1:1                |
| 1. FC Köln             | 0:3                               | 0:0           | 0:4                                   | 2:2       | 0:3                 | 1:2                 | 1:4           | 1:3        | 0:2         |            | 4:0                    | 0:1                |
| 1. FFC Turbine Potsdam | 0:2                               | 0:4           | 0:6                                   | 0:3       | 0:7                 | 1:3                 | 1:4           | 0:3        | 0:1         | 0:1        |                        | 0:0                |
| FC Carl Zeiss Jena     | 0:1                               | 0:1           | 0:3                                   | 0:2       | 0:3                 | 0:2                 | 0:1           | 1:1        | 0:2         | 2:2        | 1:0                    |                    |
| Stand: Saisonende      |                                   |               |                                       |           |                     |                     |               |            |             |            |                        |                    |

## Torschützenliste
Bei Gleichstand sind die Spielerinnen alphabetisch nach Nach- bzw. Künstlernamen sortiert.
| 1.                | Lineth Beerensteyn | VfL Wolfsburg       | 16 |
| 1.                | Selina Cerci       | TSG Hoffenheim      | 16 |
| 3.                | Laura Freigang     | Eintracht Frankfurt | 15 |
| 4.                | Pernille Harder    | FC Bayern München   | 14 |
| 5.                | Nicole Anyomi      | Eintracht Frankfurt | 13 |
| 6.                | Cornelia Kramer    | Bayer 04 Leverkusen | 12 |
| 7.                | Giovanna Hoffmann  | RB Leipzig          | 11 |
| 7.                | Lea Schüller       | FC Bayern München   | 11 |
| 9.                | Vanessa Fudalla    | RB Leipzig          | 10 |
| 9.                | Larissa Mühlhaus   | SV Werder Bremen    | 10 |
| 9.                | Géraldine Reuteler | Eintracht Frankfurt | 10 |
| Stand: Saisonende |                    |                     |    |

Quelle:

## Tabellenverlauf
|                                       | 1  | 2  | 3  | 4  | 5  | 6  | 7  | 8  | 9  | 10 | 11 | 12 | 13 | 14 | 15 | 16 | 17 | 18 | 19 | 20 | 21 | 22 |
| ------------------------------------- | -- | -- | -- | -- | -- | -- | -- | -- | -- | -- | -- | -- | -- | -- | -- | -- | -- | -- | -- | -- | -- | -- |
| FC Bayern München (Frauenfußball)     | 1  | 1  | 1  | 1  | 1  | 2  | 1  | 1  | 3  | 3  | 2  | 2  | 2  | 2  | 1  | 1  | 1  | 1  | 1  | 1  | 1  | 1  |
| VfL Wolfsburg (Frauenfußball)         | 6  | 4  | 3  | 5  | 4  | 4  | 3  | 2  | 1  | 1  | 4  | 4  | 3  | 3  | 3  | 3  | 3  | 3  | 2  | 2  | 2  | 2  |
| Vereinswappen von Eintracht Frankfurt | 2  | 3  | 2  | 2  | 2  | 1  | 2  | 3  | 2  | 2  | 1  | 1  | 1  | 1  | 2  | 2  | 2  | 2  | 3  | 3  | 3  | 3  |
| SGS Essen                             | 8  | 9  | 9  | 7  | 8  | 8  | 9  | 9  | 9  | 9  | 9  | 9  | 9  | 9  | 9  | 9  | 9  | 9  | 9  | 9  | 9  | 9  |
| TSG 1899 Hoffenheim (Frauenfußball)   | 3  | 6  | 8  | 9  | 7  | 7  | 6  | 7  | 8  | 8  | 8  | 7  | 5  | 7  | 7  | 7  | 6  | 6  | 6  | 6  | 6  | 6  |
| Bayer 04 Leverkusen (Frauenfußball)   | 3  | 4  | 4  | 3  | 3  | 3  | 4  | 4  | 4  | 4  | 3  | 3  | 4  | 4  | 4  | 4  | 4  | 4  | 4  | 4  | 4  | 4  |
| Werder Bremen (Frauenfußball)         | 6  | 2  | 6  | 8  | 9  | 9  | 8  | 8  | 7  | 5  | 6  | 8  | 6  | 8  | 8  | 8  | 8  | 8  | 8  | 7  | 7  | 7  |
| RB Leipzig (Frauenfußball)            | 3  | 8  | 5  | 4  | 6  | 5  | 7  | 5  | 5  | 7  | 7  | 6  | 8  | 6  | 6  | 6  | 7  | 7  | 7  | 8  | 8  | 8  |
| SC Freiburg                           | 8  | 6  | 6  | 6  | 5  | 6  | 5  | 6  | 6  | 6  | 5  | 5  | 7  | 5  | 5  | 5  | 5  | 5  | 5  | 5  | 5  | 5  |
| 1. FC Köln                            | 8  | 9  | 11 | 11 | 11 | 11 | 11 | 11 | 11 | 11 | 10 | 10 | 10 | 10 | 10 | 10 | 10 | 11 | 11 | 11 | 10 | 10 |
| 1. FFC Turbine Potsdam                | 11 | 12 | 12 | 12 | 12 | 12 | 12 | 12 | 12 | 12 | 12 | 12 | 12 | 12 | 12 | 12 | 12 | 12 | 12 | 12 | 12 | 12 |
| FC Carl Zeiss Jena (Frauenfußball)    | 11 | 11 | 10 | 10 | 10 | 10 | 10 | 10 | 10 | 10 | 11 | 11 | 11 | 11 | 11 | 11 | 11 | 10 | 10 | 10 | 11 | 11 |

## Die Meistermannschaft
| FC Bayern München          | FC Bayern München |
| -------------------------- | --- |
| Logo des FC Bayern München | Tor: Maria Luisa Grohs (10/0), Ena Mahmutovic (12/0), Anna Wellmann (0/0), Veronika Litzlfelder (0/0) Abwehr: Magou Doucouré (0/0), Magdalena Eriksson (11/1), Giulia Gwinn (19/0), Ana Guzmán (2/0) 1, Tuva Hansen (20/0), Katharina Naschenweng (0/0), Linda Sembrant (11/2), Carolin Simon (22/3), Tainara (0/0), Michelle Ulbrich (4/1) 1, Glódís Viggósdóttir (18/2), Luzie Zähringer (0/0) Mittelfeld: Arianna Caruso (7/0), Linda Dallmann (18/1), Sarah Ernst (0/0), Laura Gloning (0/0), Greta Hünten (0/0), Sam Kerr (8/0) 1, Sydney Lohmann (17/2), Lena Oberdorf (0/0), Alara Şehitler (16/3), Georgia Stanway (12/5), Momoko Tanikawa (6/0), Sarah Zadrazil (17/1), Julia Zigiotti Olme (16/0) Sturm: Klara Bühl (22/7), Jovana Damnjanović (17/2), Pernille Harder (22/14), Franziska Kett (7/0), Lea Schüller (22/11), Weronika Zawistowska (8/1) Trainer: Alexander Straus |

## Cheftrainer
| Verein                 | Cheftrainer      | Im Amt seit    |
| ---------------------- | ---------------- | -------------- |
| FC Bayern München      | Alexander Straus | Juli 2022      |
| VfL Wolfsburg          | Tommy Stroot     | Juli 2021      |
| Eintracht Frankfurt    | Niko Arnautis    | September 2017 |
| SGS Essen              | Markus Högner    | Juli 2019      |
| TSG 1899 Hoffenheim    | Theodoros Dedes  | Juli 2024      |
| Bayer 04 Leverkusen    | Roberto Pätzold  | Juli 2024      |
| SV Werder Bremen       | Thomas Horsch    | April 2021     |
| RB Leipzig             | Jonas Stephan    | Juli 2024      |
| SC Freiburg            | Theresa Merk 1   | Juli 2022      |
| 1. FC Köln             | Daniel Weber     | Juli 2023      |
| 1. FFC Turbine Potsdam | Marco Gebhardt   | Februar 2023   |
| FC Carl Zeiss Jena     | Florian Kästner  | Juli 2023      |

| Zeitpunkt     | Verein                 | Vorgänger         | Nachfolger                  |
| ------------- | ---------------------- | ----------------- | --------------------------- |
| Oktober 2024  | 1. FFC Turbine Potsdam | Marco Gebhardt    | Kurt Russ                   |
| November 2024 | 1. FC Köln             | Daniel Weber      | Jacqueline Dünker (interim) |
| Januar 2025   | 1. FC Köln             | Jacqueline Dünker | Britta Carlson              |
| April 2025    | VfL Wolfsburg          | Tommy Stroot      | Sabrina Eckhoff             |

## Wissenswertes
- Seit Beginn dieser Saison darf in allen deutschen Spielklassen – auch Frauen-, Amateur- und Jugendbereich – nur noch der jeweilige Kapitän einer Mannschaft beim Schiedsrichter Informationen über dessen Entscheidungen einholen. Somit soll erreicht werden, dass Nicht-Kapitäne die Unparteiischen nicht mehr bedrängen, darüber hinaus soll die Gruppenbildung vermieden werden. Falls ein Torwart als Spielführer agiert, wird vor Spielbeginn ein Mitspieler bestimmt, der ihn im Dialog mit dem Schiedsrichter vertritt.[7]
- Nach der Partie Freiburg gegen Leverkusen am 1. Spieltag (2:3) legten die Freiburger wegen eines regelwidrig wiederholten Elfmeters Einspruch gegen die Spielwertung ein. Das DFB-Sportgericht gab diesem am 19. September 2024 statt und wies am 15. Oktober 2024 einen Einspruch Bayer Leverkusens gegen diese Entscheidung ab; dessen Berufung vor dem Bundesgericht des DFB blieb ebenfalls erfolglos. Das Spiel Freiburg gegen Leverkusen wurde daher wiederholt und endete dabei 1:2.[8]
- Mit dem 6:2-Sieg gegen RB Leipzig am zweiten Spieltag blieben die FC-Bayern-Frauen im 41. Ligaspiel in Folge ohne Niederlage und überboten den bisherigen Ligarekord, der von den Münchnerinnen selbst zwischen 2014 und 2016 aufgestellt worden war.[9]